# Hygropetrocoris
Hygropetrocoris is een geslacht van wantsen uit de familie van de Naucoridae (Zwemwantsen). Het geslacht werd voor het eerst wetenschappelijk beschreven door Sites in 2015.

## Soorten
Het genus bevat de volgende soorten:

- Hygropetrocoris guyana Sites, 2015